# Гранд-Этан
Гранд-Этан (англ. Grand Etang) — кратерное озеро в потухшем вулкане, в центральной части острова Гренада, в национальном парке Этанг-Лейк-Форест-Ресерв.
Озеро находится на высоте 530 м над уровнем моря и является одним из двух кратерных озёр на острове (второе — озеро Антуан). Озеро имеет глубину примерно 20 футов и площадь 36 акров.
Озеро Гранд-Этан изображено на гербе Гренады.

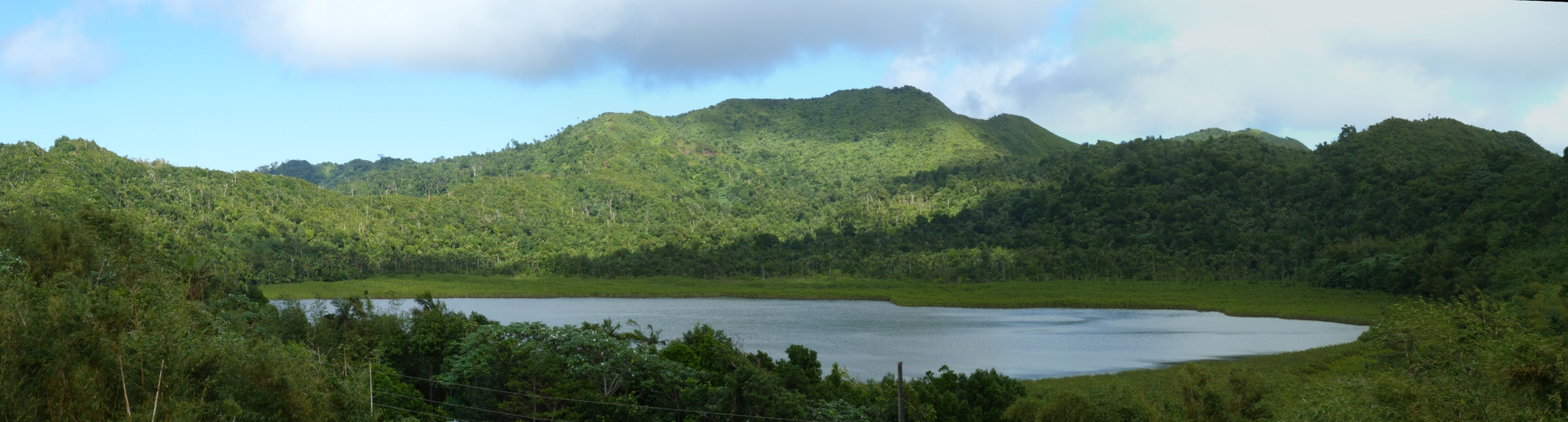